# Schloss Hartenfels

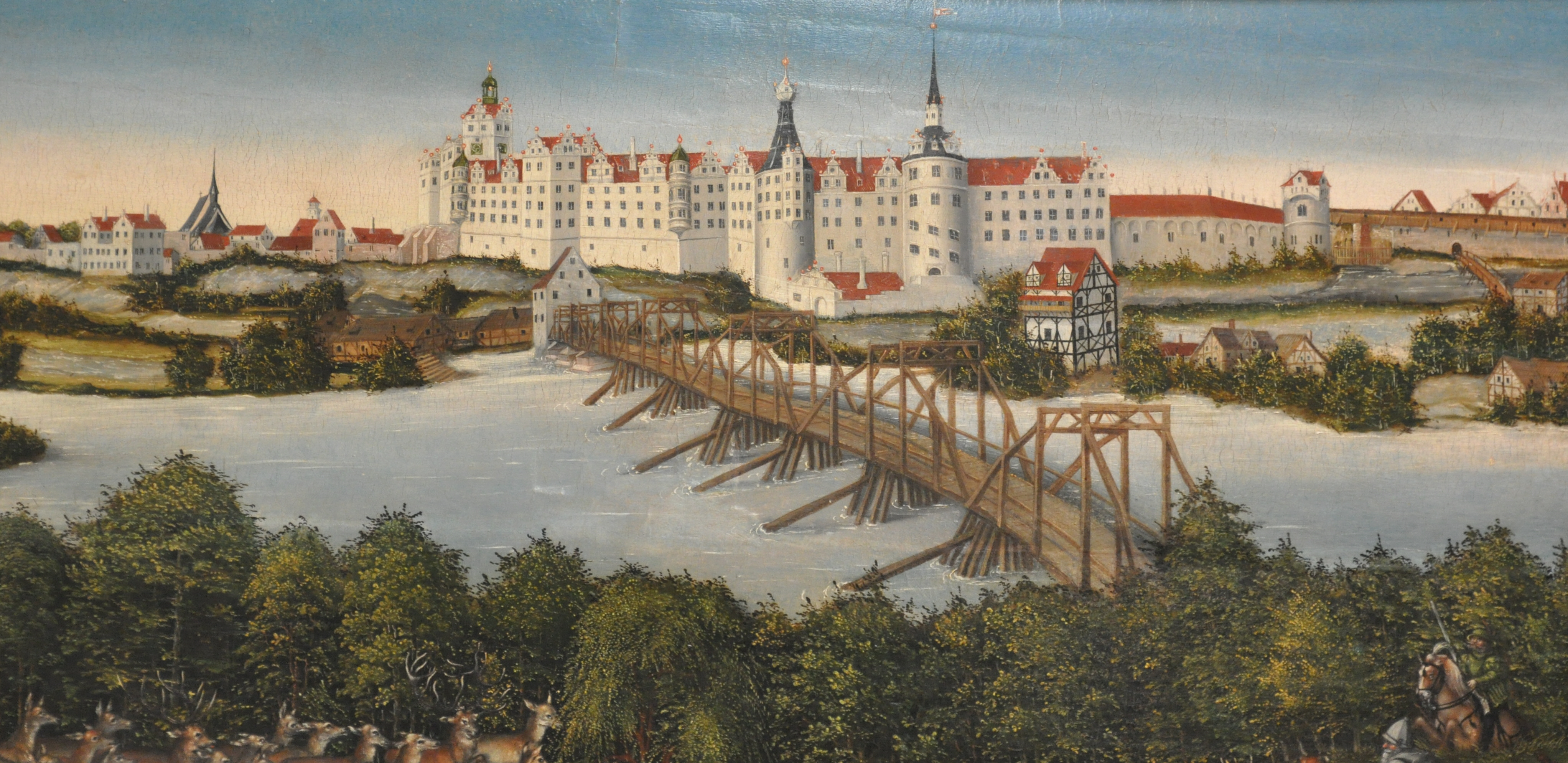
Schloss Hartenfels auf einem Gemälde von Lucas Cranach d. J., 1544

Schloss Hartenfels ist ein prachtvolles Renaissanceschloss in der Stadt Torgau im Freistaat Sachsen.

## Geschichte

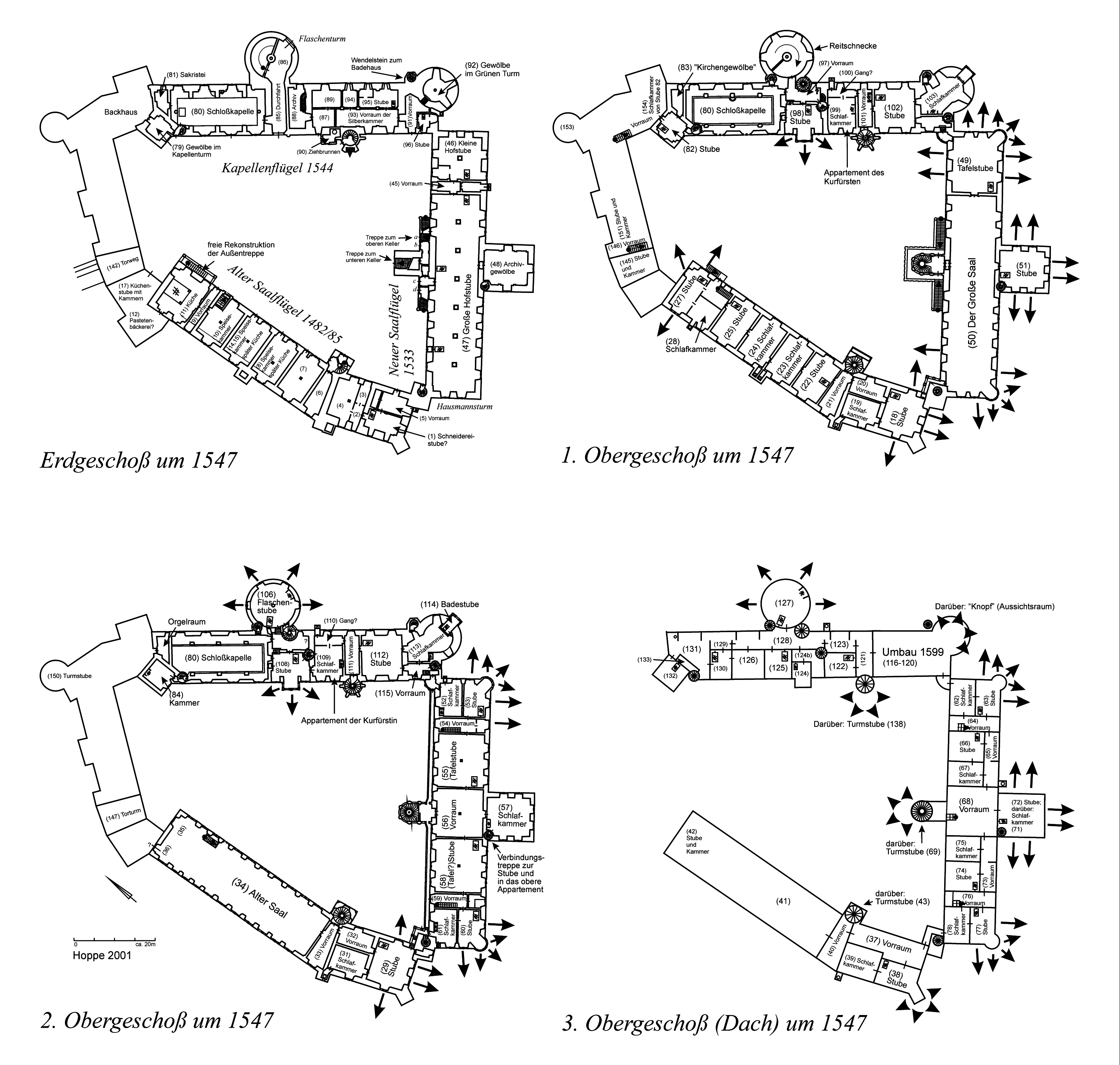
Rekonstruktion der historischen Raumstruktur um 1547 nach Hoppe 1996

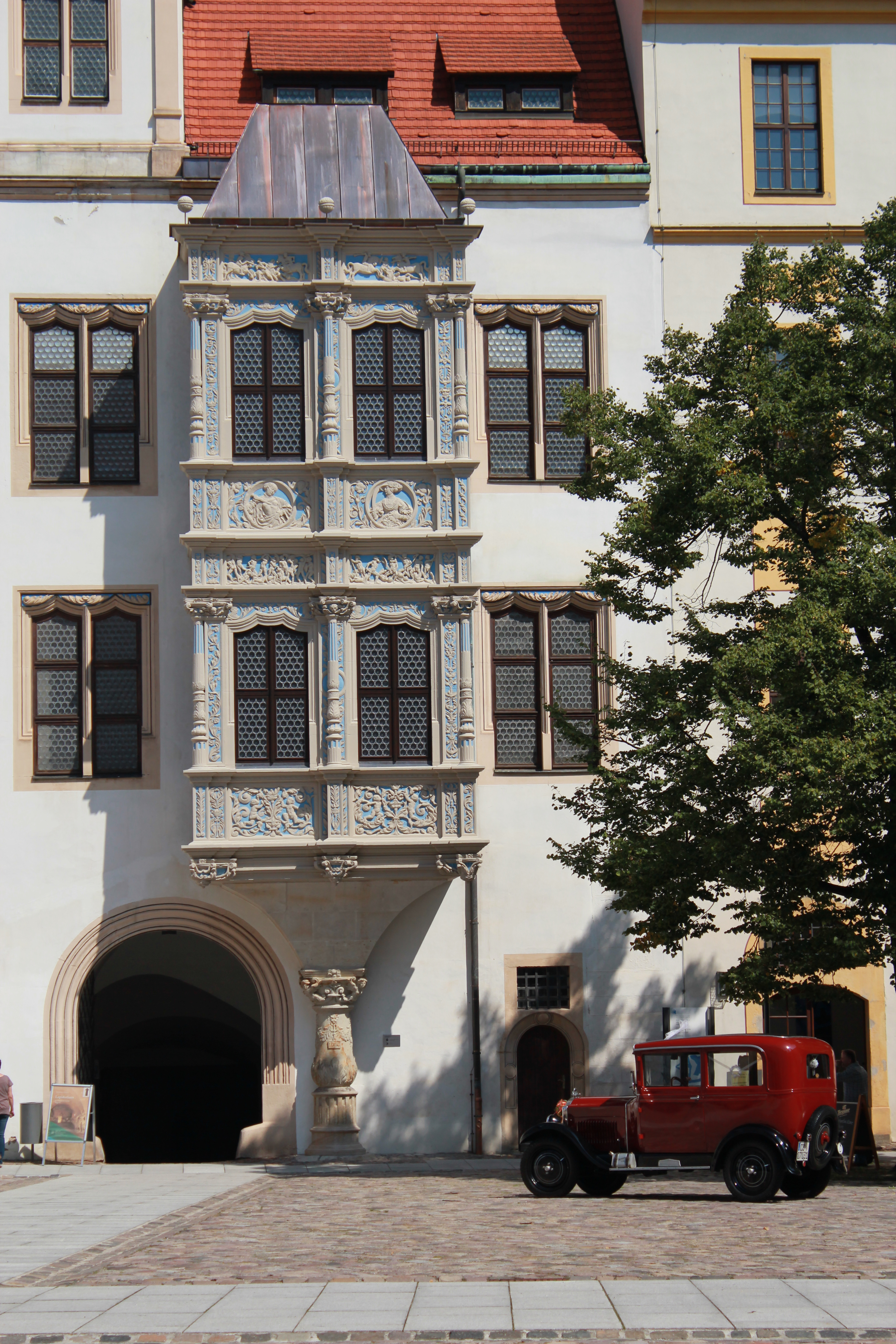
Erker im Innenhof, Tordurchfahrt Richtung Elbe

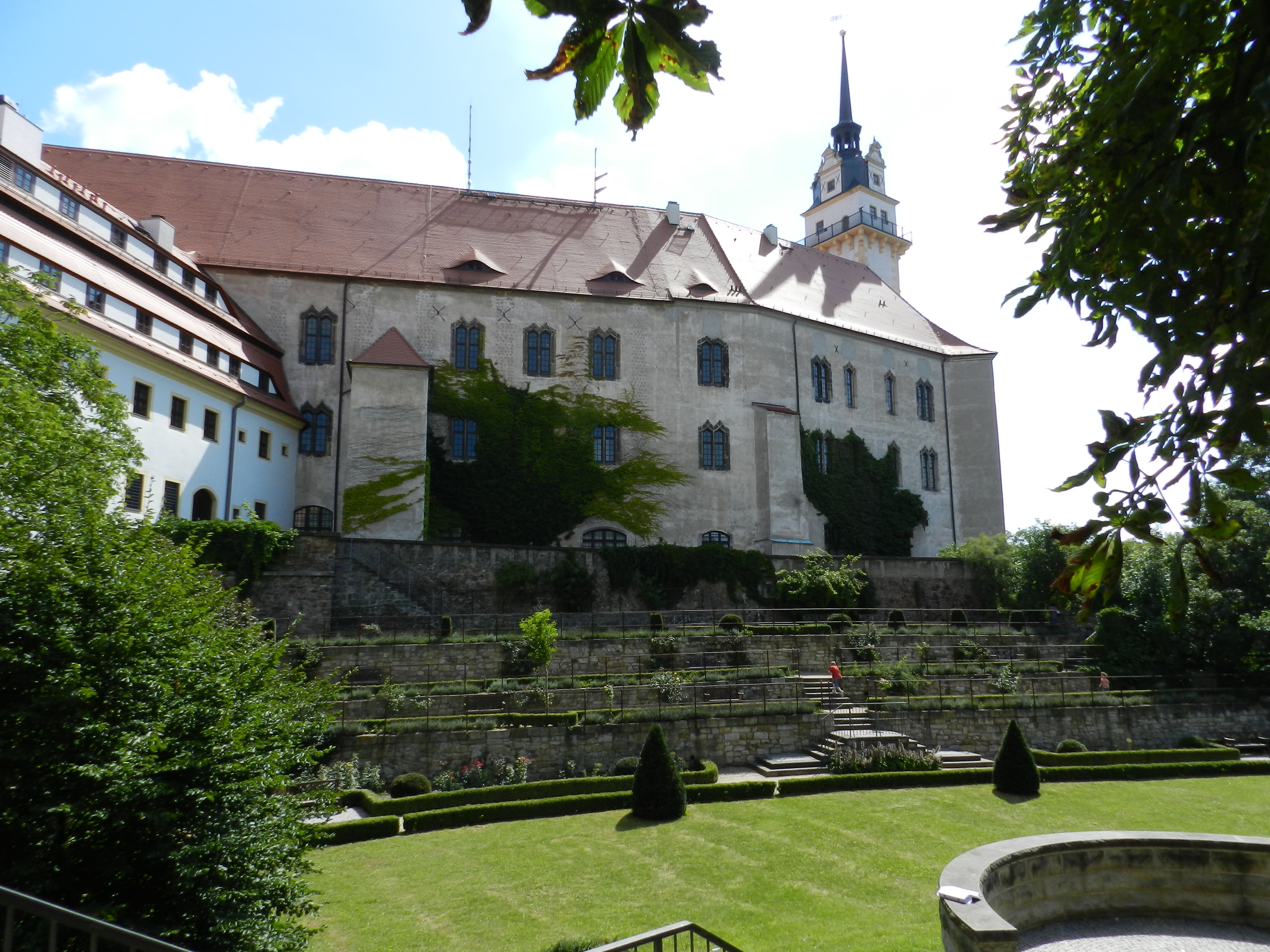
Rosengarten

Als sich das sächsische Herrschergeschlecht der Wettiner 1485 bei der Leipziger Teilung in zwei Linien aufspaltete, fiel die bisherige Hauptresidenz, die Albrechtsburg in Meißen, in den Besitz der albertinischen Linie der Wettiner. Kurfürst Friedrich III. und seine Nachfolger ließen später in Torgau das Schloss Hartenfels zur neuen Hauptresidenz der ernestinischen Linie ausbauen.
Der Schlossbau wurde im 15. Jahrhundert von Konrad Pflüger, einem Schüler Arnolds von Westfalen begonnen und im 16. Jahrhundert von Konrad Krebs fortgeführt. Es handelt sich um das größte vollständig erhaltene Schloss der Frührenaissance Deutschlands und eines der Hauptwerke der Sächsischen Renaissance.
Auf der Hofseite des sogenannten Johann-Friedrich-Flügels oder Ostflügels befindet sich der repräsentativ gestaltete Wendelstein, eine fast 20 Meter hohe freitragende steinerne Wendeltreppe. Nach Dehio ist diese Hofseite von 1533 bis 1535 eine der architektonischen „Hauptleistungen der Frührenaissance in Deutschland.“ Der Wendelstein (Brüstungen und Pilaster) ist von Dresdner Bildhauern aus Elbsandstein angefertigt. Konstruktives Vorbild dieser architektonischen Neuinterpretation war der Wendelstein an der spätgotischen Albrechtsburg in Meißen.
Die Torgauer Schlosskapelle wurde 1543–1544 im Auftrag von Kurfürst Johann Friedrich dem Großmütigen von Nikolaus Gromann im Schloss Hartenfels erbaut. Sie gilt als der erste protestantische Kirchenneubau der Welt, allerdings sind die Schlosskapelle von Neuburg (1543 fertiggestellt) und die Kirche zu Sankt Joachimsthal (1540 fertiggestellt) älter. Die Kapelle wurde 1544 noch von Martin Luther selbst eingeweiht. Die besondere Bedeutung der Torgauer Schlosskapelle liegt darüber hinaus in der Vorbildwirkung, die sie ausgehend vom kursächsischen und deutschsprachigen Raum auf den protestantischen Kirchenbau der Frühen Neuzeit entfaltete. Prägend wurde der einheitliche Kirchenraum ohne abgetrennten Altarraum, stattdessen sind Altar und Orgel im Dienste der lutherischen Liturgie zentral im Raum angeordnet. Der Raumeindruck wird bestimmt durch die beiden umlaufenden Emporen, die durch Wandpfeiler getragen werden und zugleich auch die Stellung des Kurfürsten Johann Friedrich als obersten Kirchenherrn abbilden.  Bis dahin und lange Zeit danach wurden vorhandene Kirchen je nach Konfession umgewidmet. Dehio weist darauf hin, dass ihr Raumkonzept nicht von theologischen Konzepten des evangelischen Gottesdienstes, sondern vom Raumkonzept des Schlossbaus bestimmt sei. Schon vorher entstanden in der Region zum Ende des 15. Jahrhunderts ähnliche (vorreformatorische) Schlosskirchen auf Schloss Wolmirstedt oder auf Burg Ziesar. Die Kapelle ist in einen dreistöckigen Saal des Nordflügels integriert. Die Doppelemporen ruhen auf Flachbögen zwischen den seitlichen Strebepfeilern. Die Kanzel befindet sich an der Südseite des Saals. Der Altar von 1602 ist eine Bildhauerarbeit aus dem Umkreis der Walthers und stammt aus der ehemaligen Schlosskirche im Moritzbau des Dresdner Residenzschlosses, die 1737 in Wohnraum umgewandelt wurde. Zur Ausstattung gehört eine Gedenktafel aus dem Jahr 1545, die Martin Luther zwischen den Prinzen Johann Wilhelm und Johann Friedrich zeigt. Sie geht im Entwurf auf Augsburger Vorbilder der Frührenaissance zurück und wurde von den Dresdner Giessern Wolfgang I. und Oswald II. Hilliger aus der bekannten Glocken- und Geschützgiesserdynastie der Hilliger gegossen.

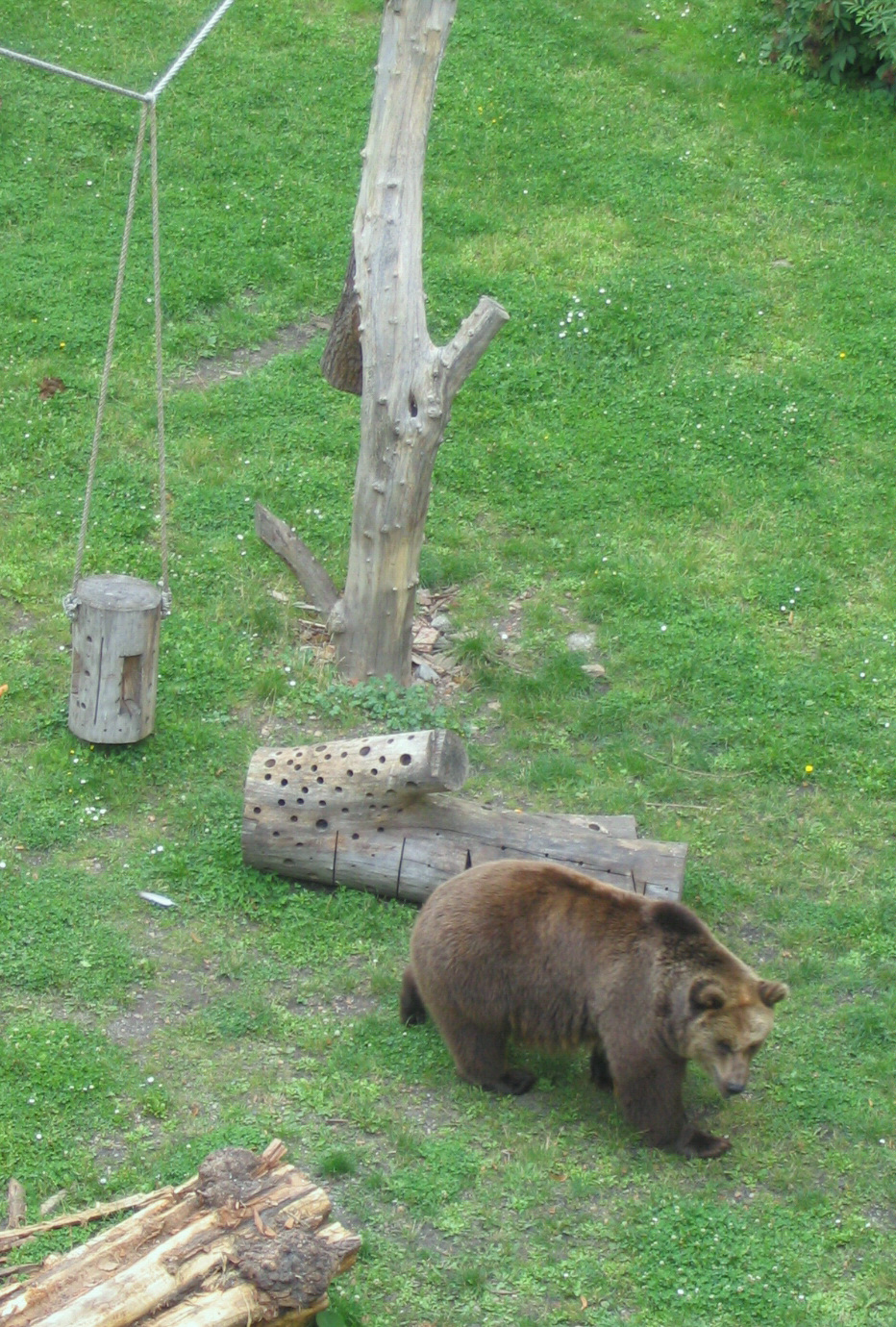
Bärengraben

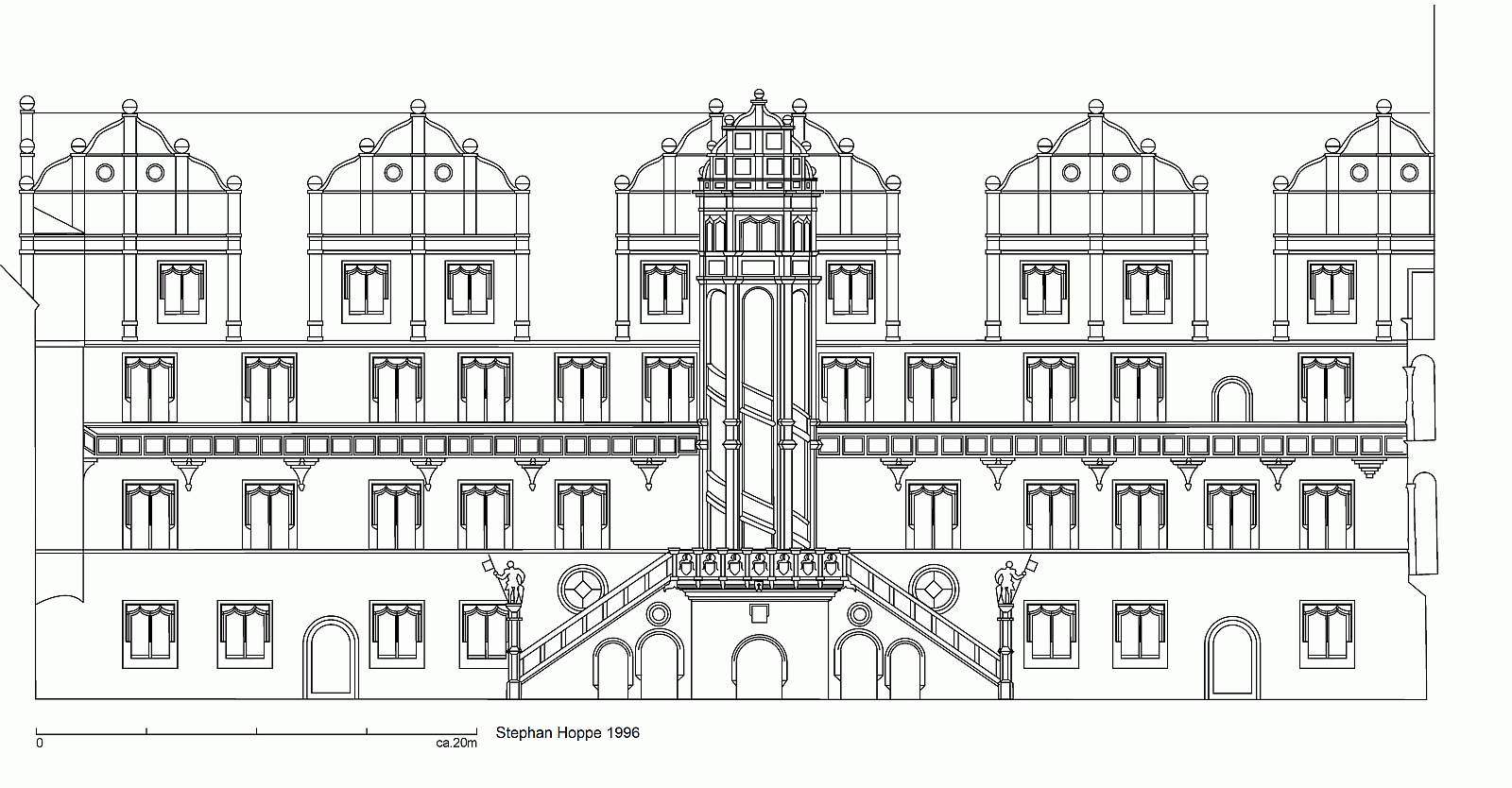
Rekonstruktion des ursprünglichen Zustandes der Hoffassade des Saalbaus um 1547, nach Hoppe 1996

Nach dem Schmalkaldischen Krieg kam 1547 das Schloss in den Besitz der Albertiner, als die bei dem Konflikt am Ende unterlegenen Ernestiner zusammen mit der Kurwürde auch wichtige Besitzungen abtreten mussten. Als die Albertiner im 16. Jahrhundert ihren Hofhaltungssitz dauerhaft nach Dresden verlegten, wurde das Schloss hauptsächlich als Verwaltungsgebäude genutzt. 1815 gelangte es an das Königreich Preußen und diente nunmehr der preußischen Verwaltung des neugebildeten Kreises Torgau.
Am 1. April 1627 wurde auf Schloss Hartenfels die erste deutschsprachige Oper, Dafne, bei der Hochzeit von Sophie Eleonore von Sachsen mit Landgraf Georg II. von Hessen-Darmstadt aufgeführt. Komponist war Heinrich Schütz, das Libretto stammte von Martin Opitz.
Im Rahmen der Stiftung Sächsische Gedenkstätten entstand hier zur Erinnerung an die Opfer politischer Gewaltherrschaft ein Dokumentations- und Informationszentrum. Es setzt sich mit der Rolle Torgaus als Sitz des Reichskriegsgerichts und den damit im Zusammenhang stehenden örtlichen Wehrmachtsgefängnissen zur Zeit des Zweiten Weltkriegs auseinander.
Schloss Hartenfels diente 1970 als Kulisse für den DEFA-Märchenfilm Dornröschen.
Die historische Elbebrücke unmittelbar vor dem Schloss Hartenfels wurde im Zuge einer Neutrassierung abgerissen. Seit August 1994 existiert davon nur noch ein Stummel als Aussichtsplattform. Im Dezember 1991 wurde zirka 100 m stromaufwärts in einer neuen Trassenlage mit dem Bau einer Balkenbrücke in Stahlverbundbauweise begonnen. Nach 19 Monaten war das Bauwerk im Sommer 1993 fertiggestellt. Im Jahr 1994 erfolgte der Abriss der alten Elbebrücke (51° 33′ 32″ N, 13° 0′ 39″ O).
Eine alte Tradition hat das Halten von Bären im Burggraben. Schon 1425 wurde dafür ein Bär gefangen. Der feudale Brauch wurde nach der Schlacht bei Torgau 1760 unterbrochen und in den 1950er Jahren wieder aufgenommen.

## Ausstellungen
Dauerausstellungen:

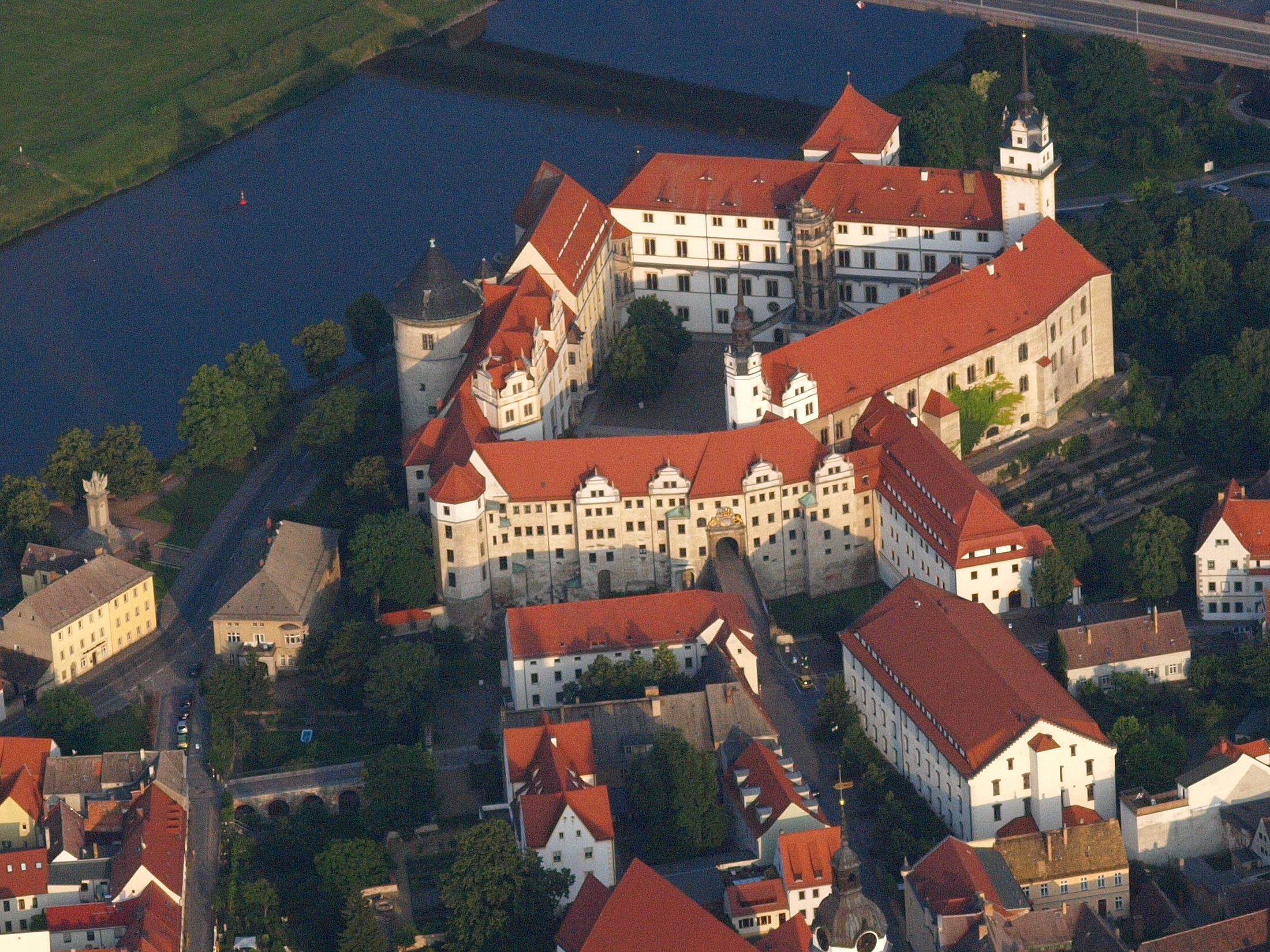
Schloss Hartenfels aus nordwestlicher Richtung

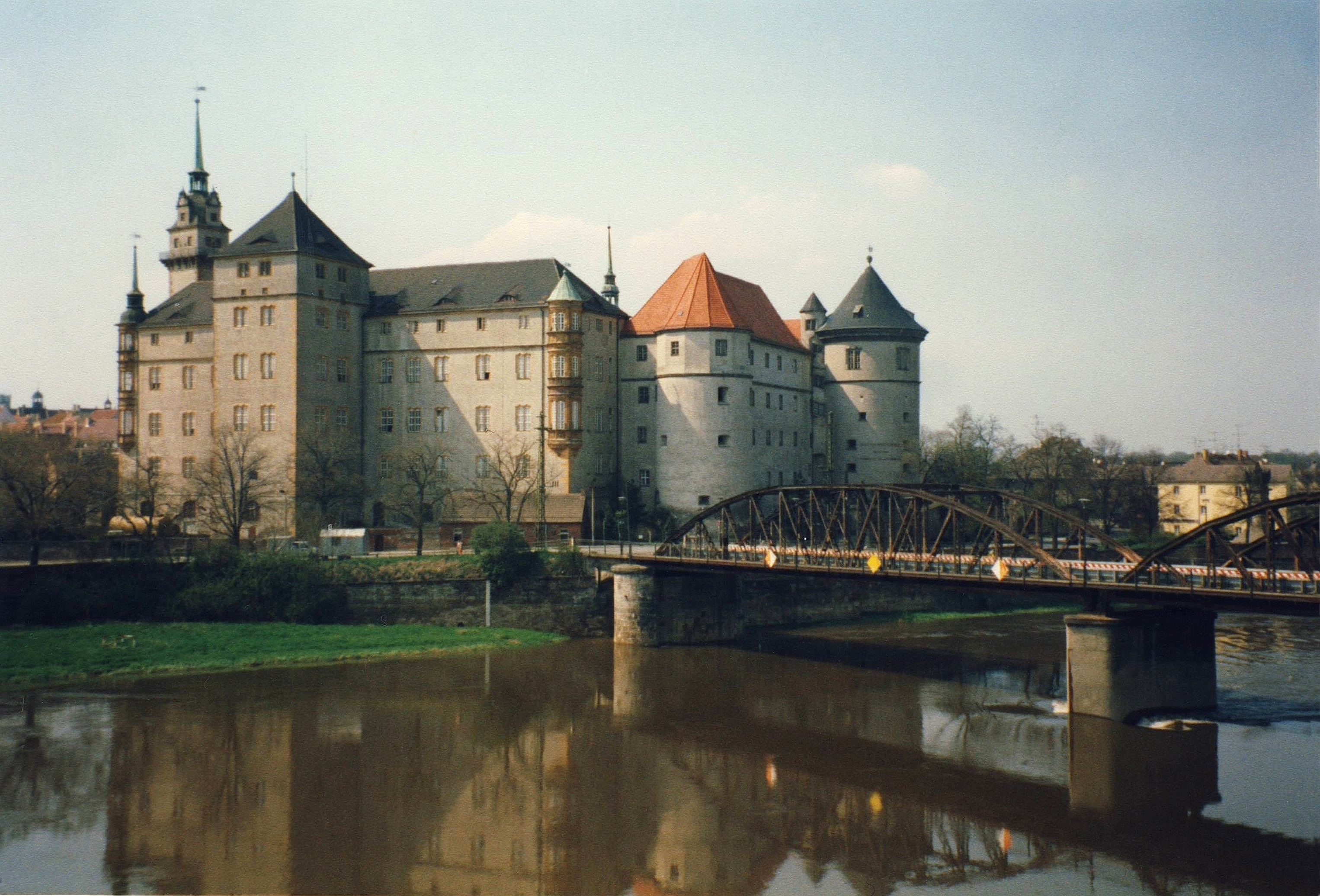
Das Schloss mit der alten Elbebrücke am 21. April 1994

- Torgau. Residenz der Renaissance und Reformation. Ausstellung von Exponaten aus der Rüstkammer der Staatlichen Kunstsammlungen Dresden, in Kooperation mit dem Landkreis Nordsachsen und der Großen Kreisstadt Torgau.
- Standfest. Bibelfest. Trinkfest. Multimediale Ausstellung zur Geschichte von Schloss Hartenfels in den ehemaligen kurfürstlichen Gemächern.
- Steinerne Zeugen. Originale Zeugnisse der hohen Bildhauer- und Steinmetzkunst auf Schloss Hartenfels im Lapidarium.
- Das Dokumentations- und Informationszentrum Torgau zeigt im Schloss Hartenfels die ständige Ausstellung Spuren des Unrechts über Torgaus Rolle als Zentrale des Wehrmachtstrafsystems im Nationalsozialismus, die Geschichte der sowjetischen Speziallager Nr. 8 und Nr. 10 und des DDR-Strafvollzugs in Torgau. Ab Ende 2023 wird dort eine ständige Ausstellung über Justizunrecht, Diktatur und Widerstand im Zweiten Weltkrieg, sowie nach 1945 und während der SED-Diktatur gezeigt werden.

Darüber hinaus werden in Flügel D wechselnde Sonderausstellungen präsentiert.